# Hermine Heller-Ostersetzer

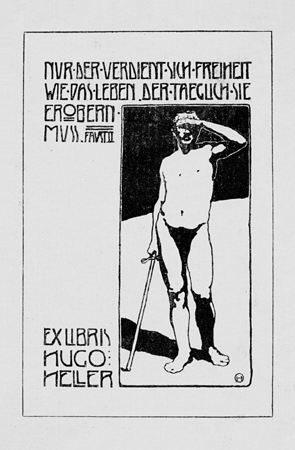
Exlibris Hugo Heller

Hermine Heller-Ostersetzer (* 23. Juli 1874 in Wien; † 8. März 1909 in Grimmenstein, Niederösterreich) war eine österreichische Malerin und Grafikerin sozialkritischer Ausrichtung.

## Leben
Hermine Ostersetzer stammte aus der jüdischen Mittelschicht. Ihr Vater, Adolf Ostersetzer und sein Bruder Sigismund, Söhne eines Talmudschullehrers, waren aus Brody übersiedelt und hatten eine kleine Firma für Spezialpapiere gegründet. Hermine war eines von fünf Kindern.
Nach einem Zeichenkurs bei Joseph-Eugen Hörwarter an der Graphischen Lehr- und Versuchsanstalt Wien studierte sie ab 1897  an der Wiener Kunstgewerbeschule bei Felician von Myrbach (1853–1940) und Leopold  Karger, dann ab 1903 bei Leopold von Kalckreuth in Stuttgart. Als Myrbach-Schülerin durfte sie einige  Arbeiten bei der Weltausstellung Paris 1900 zeigen.
Hermine Ostersetzer zeichnete für die Zeitschrift „Wiener Mode“. Ihr Zyklus „Das Leben der Armen“ (in  Algraphie, einem Flachdruckverfahren, ausgeführt) repräsentiert aber ihre wahren Prioritäten. Dies entspricht auch ihrer Ehe mit dem sozialdemokratisch engagierten Buchhändler und Verleger Hugo Heller (ab 1901). Viele Titelblätter für Flugblätter und Arbeiterfestschriften stammen von ihr, sind aber mangels Signatur nicht leicht zuzuordnen.
Auf Vorschlag Kalckreuths wurde Heller-Ostersetzer in den Deutschen Künstlerbund aufgenommen. Sie erhielt auch den Preis der Rothschild-Stiftung.
Heller-Ostersetzer hatte zwei Söhne, Thomas und Peter. Sie starb an Lungentuberkulose in der Lungenheilstätte Grimmenstein und wurde in Gotha bestattet.